# Marc-Antoine Legrand
Marc-Antoine Legrand (Parigi, 30 gennaio 1673 – Parigi, 7 gennaio 1728) è stato un attore teatrale e drammaturgo francese.

## Biografia

### Nascita ed esordi
Figlio di un medico chirurgo, Marc-Antoine Legrand nacque a Parigi il 30 gennaio 1673, e si avvicinò alla recitazione esordendo in compagnie teatrali di Lione dirette dal maresciallo Villeroy e di Varsavia alla corte di Giovanni III Sobieski, prima di entrare alla Comédie-Française il 21 marzo 1702 con Andromaque e nel Florentin di La Fontaine.
Le sue prestazioni più significative le effettuò nel ruolo comico e nella scrittura di opere farsesche, una quarantina in tutto, rappresentate con ottimi successi sia nella casa di Molière sia al Théâtre de la comédie italienne, caratterizzandosi per una brillante voce, che gli consentì di salire sul palcoscenico fino all'ultima sua opera, Les Amazones modernes, del 1727, interpretando Maître Robert.
Le tematiche principali dei suoi lavori furono incentrate nella descrizione di fatti di cronaca del suo tempo.

### Cartouche
Tre le sue opere più importanti risultò Cartouche, del 1721, basata sulle avventure e peripezie del famoso bandito, oltre che sulle considerazioni che le persone oneste, talvolta, non sono quelle che pensiamo, e che ci sono persone buone tra i furfanti, come ci sono cattive persone tra quelle oneste; l'opera venne messinscena solamente dopo l'arresto del protagonista.
Prima dell'esecuzione della condanna a morte di Cartouche, Legrand lo incontrò in carcere per approfondire le sue conoscenze sulle abitudini, sugli usi, sul linguaggio del mondo della delinquenza e per seguire una lezione pratica di borseggio.
Legrand fu uno dei precursori nel descrivere letterariamente e mettere in scena il gergo dei ladri. Alcuni misteri del Medioevo rappresentarono i delinquenti che dialogano in gergo, tra di loro, sulle azioni malavitose e sulla loro vita. Si possono menzionare due drammi del XVII secolo: uno, firmato da un autore molto stimato, Cramail, si intitola La Comédie des proverbes (1634, ristampato nel 1715); l'altro fu realizzato da Claude De L'Estoile e venne rappresentato nel 1644 (ristampa nel 1689). Le due opere inclusero alcune scene di vita di ladri e lo scambio di parole gergali.
Anche Le Roi de Cocagne (1718) è considerata un capolavoro di Legrand.

### Insegnante, frase celebre, morte
Legrand ha insegnato teatro, in particolare a sua figlia Charlotte e alla celebre attrice Adrienne Lecouvreur, alla quale insegnò recitazione, intuendo il suo talento e le sue capacità.
Tra le frasi di Legrand più celebri vi fu quella che disse un giorno agli spettatori:
(Marc-Antoine Legrand)
Marc-Antoine Legrand morì a Parigi il 7 gennaio 1728.

## Pubblicazioni di Legrand
- Cartouche : Ou, les voleurs, une comédie. Comme il a été joué à plusieurs reprises avec de grands applaudissements à Paris. Par Monsieur le Grand, comédien au roi, Parigi, 1721;
- Œdipe travesti et Agnès de Chaillot, Parigi, 1738;
- Le luxurieux comedie et autres pieces curieuses echapees du feu pour servir de suplement a La Fontaine et Roussau, Londra, 1744;
- Œuvres de Le Grand, comédien du roi, Parigi, 1770;
- Le galant coureur, ou L'ouvrage d'un moment comédie, Parigi, 1773;
- L'aveugle clair-voyant : comédie en un acte et en vers, Parigi, 1774
- Le Roi de Cocagne, comédie en trois actes et en vers ..., Parigi, 1802.